# CdZ-Gebiet Luxemburg

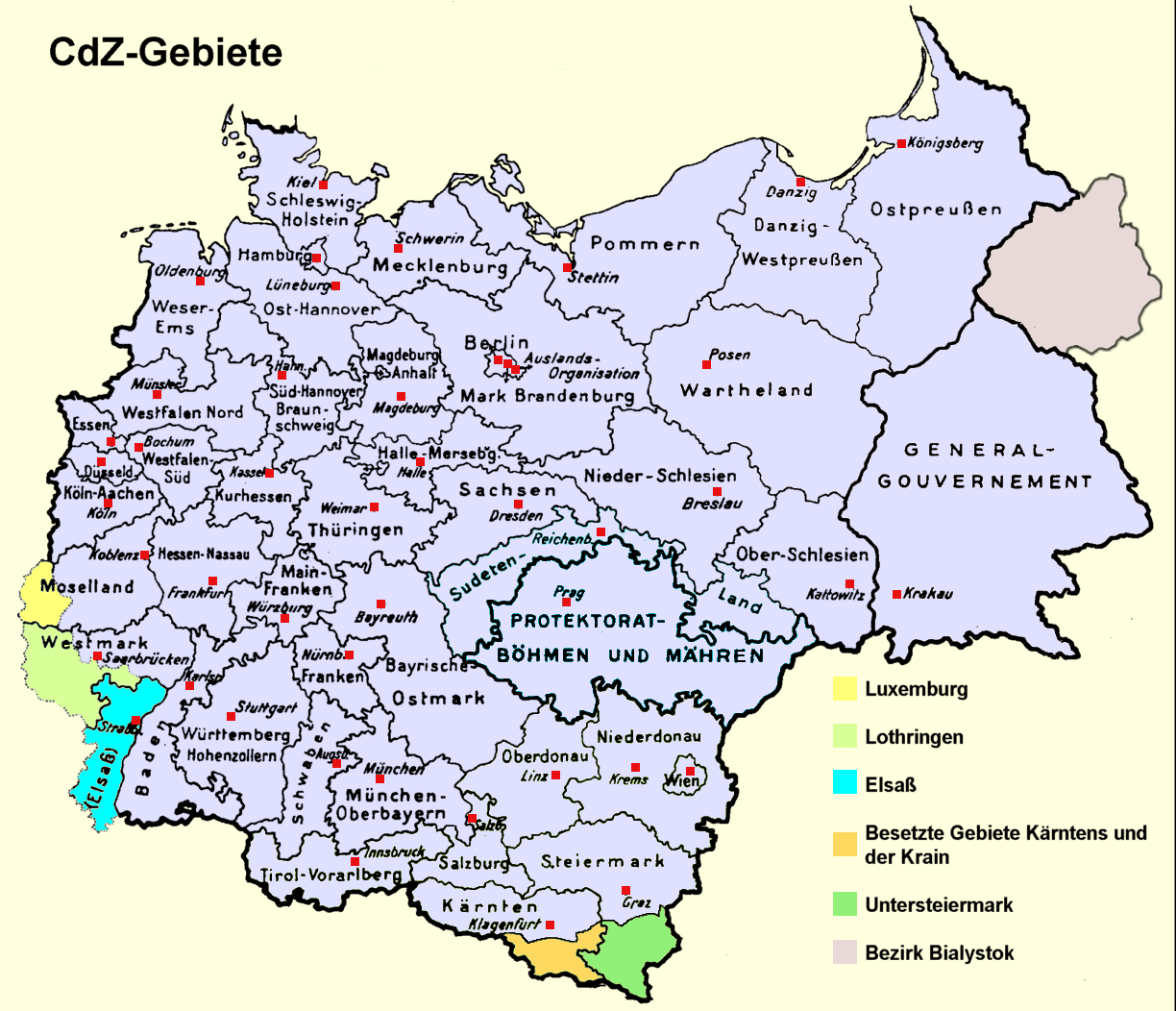
CdZ-Gebiete um 1941

Das CdZ-Gebiet Luxemburg bestand während des Zweiten Weltkrieges von 1940 bis 1944. Es handelte sich dabei um das Großherzogtum Luxemburg, das in dieser Zeit unter einem deutschen Chef der Zivilverwaltung (CdZ) stand und zur Eingliederung in das Deutsche Reich vorgesehen war.

## Geschichte

### Die Besetzung

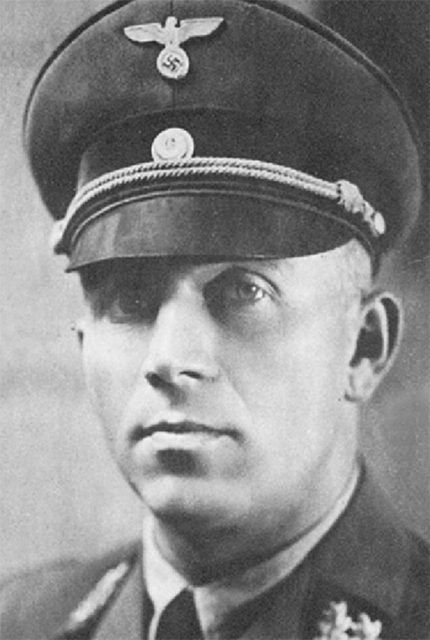
Gustav Simon, Chef der Zivilverwaltung

Gleich zu Beginn des Westfeldzuges wurde Luxemburg am 10. Mai 1940 durch aus Richtung Trier vorrückende deutsche Truppen besetzt und der deutschen Militärverwaltung unterstellt. Bereits am 25. Juli 1940 übernahm der Gauleiter des Gaues der NSDAP Koblenz-Trier Gustav Simon die Zivilverwaltung in Luxemburg unter dem Militärbefehlshaber in Brüssel.

### Deutsche Zivilverwaltung
Durch Führererlass vom 2. August 1940 wurde Luxemburg einem deutschen Chef der Zivilverwaltung unterstellt. Ihm oblag es, die gesamte Verwaltung im zivilen Bereich zu führen. Er unterstand Adolf Hitler unmittelbar, erhielt von ihm allgemeine Weisungen und Richtlinien und hatte „hiernach und nach den fachlichen Weisungen der Obersten Reichsbehörden für den Wiederaufbau Luxemburgs zu sorgen“. Zum Chef der Zivilverwaltung in Luxemburg wurde der Gauleiter der NSDAP Gustav Simon in Koblenz ernannt, sein Vertreter der Trierer Regierungspräsident Heinrich Christian Siekmeier. Sitz der Verwaltung wurde die Stadt Luxemburg.

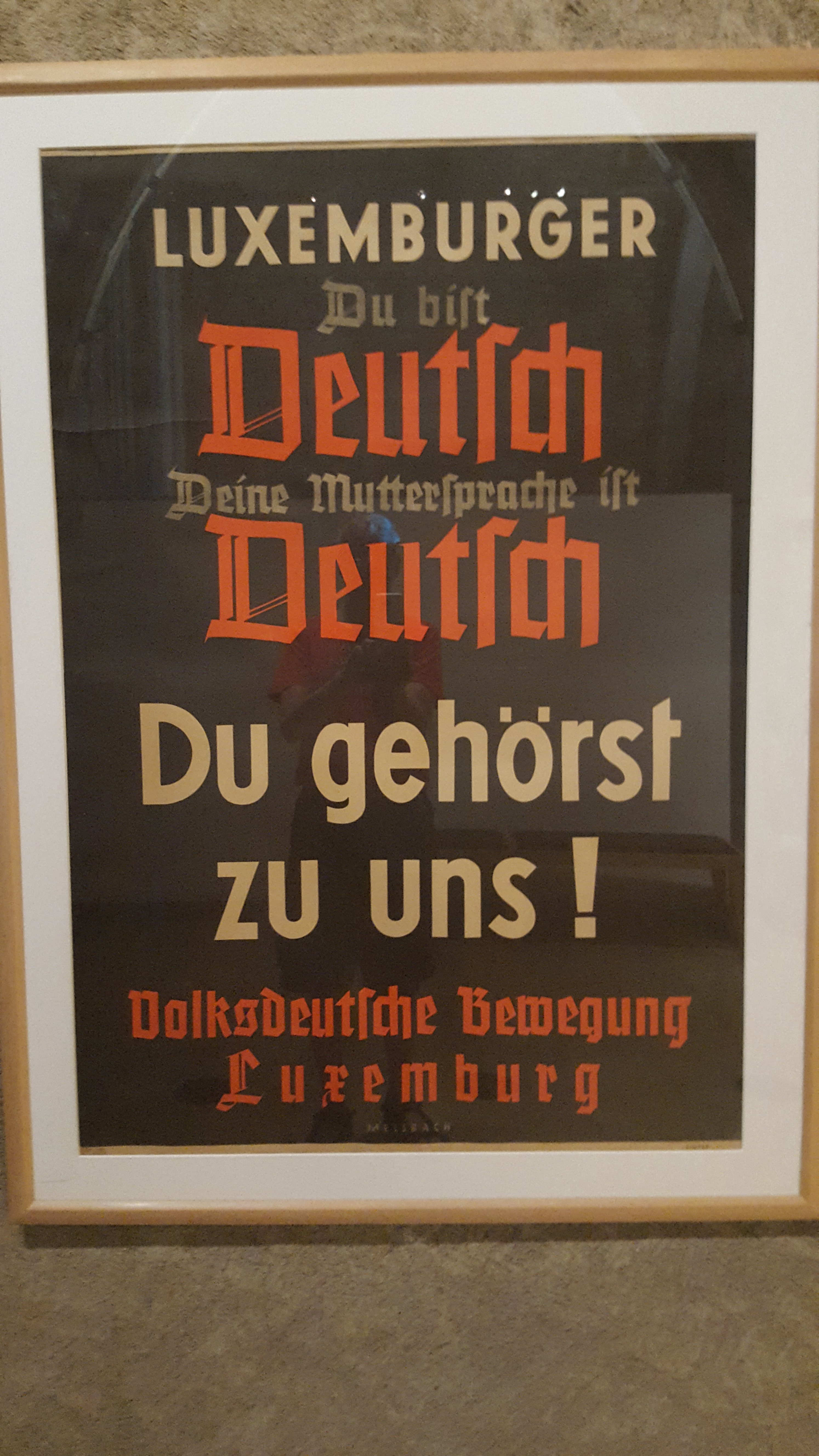
Propagandaplakat der Volksdeutschen Bewegung

Mit Ausnahme der Volksdeutschen Bewegung wurden alle Parteien verboten. Am 22. Oktober 1940 wurden die luxemburgische Abgeordnetenkammer und der luxemburgische Staatsrat, die noch als Landesverwaltung im Amt geblieben waren, aufgelöst. Deren Befugnisse wurden am 1. Januar 1941 auf den Chef der Zivilverwaltung übertragen. Die Gewerkschaften wurden nicht verboten, sondern schrittweise in der Deutschen Arbeitsfront zusammengefasst und ihre Immobilien, Genossenschaften und Sterbekassen übernommen.
Am 31. August 1942 wurde wegen der geplanten Einführung der Wehrpflicht in Luxemburg der zivile Ausnahmezustand verhängt, zunächst in der Stadt Esch/Alzig (Esch-sur-Alzette) mit Einsetzung eines Standgerichts, später ebenso in der Stadt Düdelingen mit Einsetzung eines Standgerichts und zuletzt in ganz Luxemburg. Am 8. Oktober 1942 wurde der zivile Ausnahmezustand in den Landkreisen Diekirch und Grevenmacher aufgehoben, am 10. Oktober 1942 auch im Stadtkreis Luxemburg und im Landkreis Esch.
Auf Parteiebene erfolgte die Eingliederung Luxemburgs 1941 in den Gau Moselland. Die geplante vollständige Eingliederung Luxemburgs in das Deutsche Reich und seine Verklammerung mit der südlichen Rheinprovinz fand nicht mehr statt.

### Das Ende
Nach der Invasion in der Normandie im Juni 1944 erreichte der amerikanische Vormarsch bis Mitte September 1944 von Westen her den Westwall an der alten deutschen Reichsgrenze bei Trier. Damit war die deutsche Verwaltung von Luxemburg zunächst beendet. Für einen Monat etwa wurde der Norden Luxemburgs im Wege der Ardennenoffensive wieder deutsch besetzt, und zwar von Mitte Dezember 1944 bis Mitte Januar 1945. Seit dem Ende des Zweiten Weltkrieges ist Luxemburg wieder ein selbständiges Großherzogtum.
Nach Kriegsende eröffnete die Luxemburger Justiz gegen 162 Reichsdeutsche Gerichtsverfahren und es kam zu 44 Todesurteilen, 15 Freisprüchen und 103 Verfahrenseinstellungen. Simon entzog sich 1945 durch Selbstmord einer Anklage in Luxemburg und Siekmeier wurde zu sieben Jahren Haft verurteilt. In 5.242 Fällen sprachen Luxemburger Gerichte Urteile zu Kollaborationsfällen, darunter 12 Todesurteile.

## Verwaltungsgliederung
Zunächst blieb die Einteilung des Landes in Distrikte bestehen. Danach bestanden die Stadt Luxemburg und die Distrikte Diekirch, Grevenmacher und Luxemburg, alle vorläufig geleitet von deutschen Verwaltungskommissaren. Am 1. Dezember 1940 wurde der Verwaltungsaufbau in Luxemburg den reichsdeutschen Verhältnissen angeglichen. Danach wurden der Stadtkreis Luxemburg unter einem Oberbürgermeister und die Landkreise Diekirch, Esch mit dem Landratsamt in Esch/Alzig (Esch-sur-Alzette) und Grevenmacher jeweils unter einem Landrat gebildet. Zum 1. April 1942 wurden die Gemeinden im Landkreis Diekirch neu gegliedert. Zum 1. April 1943 wurden aus dem Landkreis Esch die Gemeinden Hesperingen (teilweise), Niederanwen (teilweise), Straßen und Walferdingen in den Stadtkreis Luxemburg eingegliedert. Zum 1. April 1943 wurden die Gemeinden im Landkreis Diekirch erneut neu gegliedert. Am 4. Januar 1944 wurde die Einteilung des Landkreises Grevenmacher in Ämter und Gemeinden neu festgestellt. Zuletzt wurde am 23. Mai 1944 die Einteilung des Landkreises Esch in Ämter und Gemeinden neu festgestellt.

## Kommunalverfassung
Zunächst galt das Luxemburger Kommunalrecht fort. Mit der Einführung des deutschen Verwaltungsaufbaus in Luxemburg erfolgte ab 1. Dezember 1940 die Verwaltung der Gemeinden nach dem Recht der Deutschen Gemeindeordnung vom 30. Januar 1935, welche die Durchsetzung des Führerprinzips auf Gemeindeebene vorsah. Bis zum Erlass der nicht mehr zustande gekommenen Kreisordnung wurden die Landkreise in sinngemäßer Anwendung der Deutschen Gemeindeordnung verwaltet. Am 1. Januar 1942 wurde die preußische Amtsordnung vom 8. Oktober 1934 eingeführt. Damit fielen die bisherigen Kantone weg. Mehrere Gemeinden wurden jetzt wie in der Rheinprovinz von einem Amtsbürgermeister gemeinschaftlich verwaltet. Zunächst galten vorläufig auch die bisherigen Ortsnamen weiter. Am 12. März 1941 wurden die Ortsnamen in ihrer bisherigen Fassung bestätigt, teilweise aber auch in eine „deutschere“ Fassung umbenannt.
Die Kreise im CdZ-Gebiet Luxemburg waren Stand 1. September 1944:
1. Luxemburg (Stadt)
2. Landkreis Diekirch
3. Landkreis Esch mit Sitz in Esch/Alzig
4. Landkreis Grevenmacher

## Finanzen
Mit dem 26. August 1940 wurde in Luxemburg die Reichsmark als gesetzliches Zahlungsmittel eingeführt (10 luxemburgische Franken = 1 Reichsmark). Auch das deutsche Steuersystem wurde eingeführt.

## Justiz
Nach dem Ausscheiden Luxemburgs aus dem Operationsgebiet des Heeres wurde am 20. August 1940 in Luxemburg rückwirkend zum 14. August 1940 ein deutsches Sondergericht gebildet. Am 15. November 1940 wurden die bisherigen Luxemburger Friedensgerichte in Amtsgerichte, die bisherigen Bezirksgerichte in Landgerichte umgewandelt. In Luxemburg wurden an Stelle des Obergerichtshofes als Gerichts-„Spitze“ oberlandesgerichtliche Senate gebildet. Am 1. Juni 1941 wurde die deutsche Arbeitsgerichtsbarkeit eingeführt, am 1. Januar 1942 das deutsche Strafrecht in Luxemburg eingeführt, und am 1. April 1942 erfolgte die Einführung des deutschen Bürgerlichen Rechts.

## Post
Ausgehend von der Reichspostdirektion Trier wurden ab dem 20. August 1940 Dienstpostämter in Luxemburg eingerichtet. Zum 1. April 1941 wurde die luxemburgische Post durch die Reichspost übernommen; damit endete die Gültigkeit der luxemburgischen Postwertzeichen mit Überdruck. Seit Oktober 1943 war Luxemburg in das reichsdeutsche System der Postleitzahlen eingebunden. Es galt die Postleitzahl 22.

## Wehrmacht
Die militärischen Hoheitsrechte in Luxemburg übten nach dem Erlass vom 2. August 1940 zunächst weiterhin die Oberbefehlshaber der deutschen Armeen aus. Durch Erlass vom 12. Oktober 1940 wurde die Ausübung der die militärischen Hoheitsrechte dem Oberbefehlshaber des Heeres (Befehlshaber des Ersatzheeres) nach den im Deutschen Reich gültigen Bestimmungen übertragen. Dementsprechend wurde am 17. Oktober 1940 Luxemburg dem Wehrkreis XII in Wiesbaden zugeschlagen. Am 3. November 1941 wurde die Wehrüberwachung für deutsche Staatsangehörige in Luxemburg eingeführt. Am 1. September 1942 erfolgte die Einführung der deutschen Wehrpflicht in Luxemburg. Durch Verordnung vom 30. August 1942 wurde die Wehrpflicht in der deutschen Wehrmacht völkerrechtswidrig auch auf die „deutschen Volkszugehörigen“ in Luxemburg, die Luxemburger Zwangsrekrutierten, ausgedehnt, und zwar für die Jahrgänge 1920 bis 1924.

## Übrige Wege zur vollständigen „Eindeutschung“

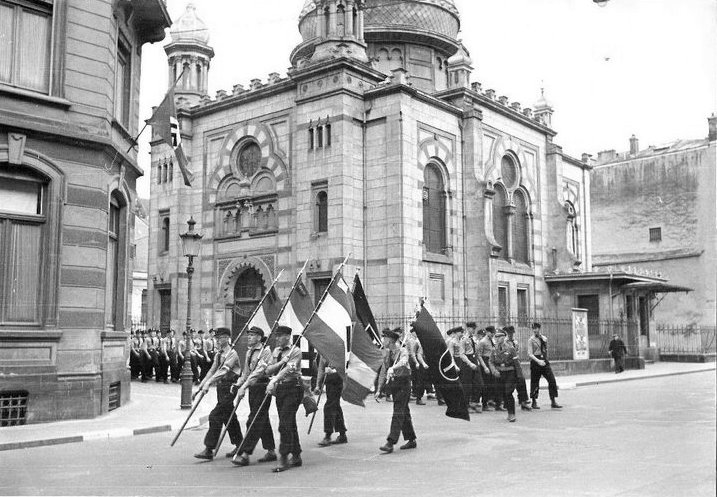
Aufmarsch von Nationalsozialisten vor der Alten Synagoge

Bereits am 6. August 1940 wurde als alleinige Amtssprache die deutsche Sprache (Hochdeutsch) zugelassen. Das galt für die Gerichtssprache, Presse, Schriftverkehr, Aufschriften, Ortsnamen, Vereinsnamen, Wegweiser usw. Vornamen durften nur in der deutschen Form verwendet werden. Am 18. Februar 1941 wurde das öffentliche Tragen und der Verkauf von Baskenmützen verboten. Am 1. Juni 1941 wurde deutschen Volkszugehörigen der Gebrauch der französischen Sprache in der Öffentlichkeit untersagt. Zum 10. Oktober 1941 wurde die Anlegung einer Volkstumskartei eingeleitet. Seit dem 14. Oktober 1941 konnte mit Zuchthaus oder in schweren Fällen mit dem Tode bestraft werden, wer es als deutscher Volkszugehöriger unternahm, unbefugt die Grenze zu überschreiten, „um sich ständig im Ausland aufzuhalten und um sich dadurch seiner Pflichten gegenüber der deutschen Volksgemeinschaft zu entziehen“.
Die Luxemburger Volksjugend wurde nach dem Vorbild der Hitlerjugend umorganisiert und am 1. Juni 1941 in diese überführt. Die Mitgliedschaft war dann obligatorische Voraussetzung für den weiteren Schulbesuch und die Zulassung zum Abitur. Am 23. Mai 1941 wurde die Pflicht zum Reichsarbeitsdienst für Männer und Frauen eingeführt. Am 10. Oktober 1941 wurde eine Personenstandsaufnahme durchgeführt, um die Einwohner von Luxemburg nach Sprache, Staats- und Volkszugehörigkeit zu befragen und am 16. Oktober begann die Deportation von Juden aus Luxemburg von dem Sammellager „Jüdisches Altersheim Fünfbrunnen“ nach dem „Osten“. Spätestens am 17. September 1941 hatte Hitler entschieden, die Juden aus dem „Altreich“, zu dem Luxemburg stillschweigend gerechnet wurde, nach dem Osten zu evakuieren. Dabei soll die Initiative für Luxemburg vom Gauleiter Simon ausgegangen sein, da er seinen Bereich als einen der ersten als judenfrei melden wollte. Zuvor waren schon viele Juden zur Ausreise gezwungen worden und ihr Vermögen arisiert worden.
Am 4. Januar 1942 wurde die Volksdeutsche Bewegung in Luxemburg „als Träger des volksdeutschen Gedankens und als Vorkämpfer der nationalsozialistischen Weltanschauung“ zu einer Körperschaft des öffentlichen Rechts. Das Kennzeichen der Mitgliedschaft war das Abzeichen mit der Aufschrift „Heim ins Reich“ auf schwarzem Rand mit dem roten Hakenkreuz auf weißem Grund. Der Rote Löwe des alten Lützelburger Wappens wurde zum Symbol der volksdeutschen Bewegung in Luxemburg bestimmt.
Am 23. August 1942 erging die Verordnung über die Staatsangehörigkeit, wonach die deutschstämmigen Luxemburger diese erwarben, wenn sie zur Wehrmacht oder Waffen-SS einberufen oder als bewährte Deutsche anerkannt wurden. Durch Verordnung vom 30. August 1942 wurde festgelegt, dass die deutschstämmigen Angehörigen der Volksdeutschen Bewegung die deutsche Staatsangehörigkeit erwerben, soweit sie in die NSDAP aufgenommen werden, ansonsten nur auf Widerruf. Dieser Widerruf hätte nur innerhalb von 10 Jahren ausgeübt werden können. Am 9. September 1942 wurde die Umsiedlungsaktion für Luxemburg verkündet, bei der bis zur Befreiung etwa 4200 Luxemburger in den Osten umgesiedelt und Volksdeutsche in Luxemburg angesiedelt wurden.